# Liste de personnalités liées à Bagneux (Hauts-de-Seine)
Cet article liste les personnalités liées à Bagneux , commune française du département des Hauts-de-Seine en région Île-de-France.

## Liste de personnalités étant nées ou ayant vécu dans la ville de Bagneux
→ Voir la catégorie Catégorie:Naissance à Bagneux (Hauts-de-Seine) qui contient 16 noms (en avril 2022).
→ Voir la catégorie Catégorie:Décès à Bagneux (Hauts-de-Seine) qui contient 23 noms (en avril 2022)
→ Voir la catégorie Catégorie:Personnalité inhumée au cimetière parisien de Bagneux qui contient 283 noms (en avril 2022)
→ Voir la catégorie Catégorie:Personnalité inhumée au cimetière communal de Bagneux qui contient 8 noms (en avril 2022)
→ Voir la catégorie Catégorie:Personnalité liée à Bagneux (Hauts-de-Seine) qui contient 1 nom (en avril 2022), hors les personnalités nées, mortes, inhumées à Bagneux.
→ Voir la catégorie Catégorie:Maire de Bagneux (Hauts-de-Seine) qui contient 5 noms (en avril 2022).
- Galon, évêque de Paris participe à la translation de la « vraie croix ».
- Guillaume de Champeaux (vers 1070-1121), professeur de l'École cathédrale de Paris, fondateur de l'abbaye Saint-Victor de Paris en 1109, puis évêque-comte de Châlons-en-Champagne de 1113 à 1121, philosophe et théologien, il participa à la translation de la « vraie croix » de l'église Saint-Hermeland de Bagneux à la chapelle Saint-Prix de Fontenay puis à l'église Saint-Clodoald de Saint-Cloud, le vendredi 30 juillet 1109[1].
- Louis-Auguste de Bourbon (1670-1736), duc du Maine, propriétaire de la ferme ayant appartenu à l'abbaye Sainte-Geneviève de Paris, qui revint à sa femme Louise-Bénédicte de Bourbon (1676-1753), duchesse du Maine puis à leur fils Louis-Charles de Bourbon (1701-1775), comte d'Eu
- Henri IV, roi de France, a séjourné chez l'habitant le 31 octobre 1589.
- Jean-Jacques Rousseau (1712-1778), écrivain en visite en 1731 chez Monsieur Pierre-Eugène de Surbeck au château de Garlande en 1731.
- Oscar Wilde (1854-1900), écrivain irlandais, inhumé au cimetière de Bagneux en 1900, avant que ses restes ne soient transférés en 1909 à Paris au cimetière du Père-Lachaise.
- Paulin-Méry (1860-1913), député de la Seine, participa à Bagneux au 20e anniversaire de la disparition tragique du comte de Dampierre.
- Charles Forget (1886-1960), peintre et graveur, auteur d’œuvres inspirées par Bagneux, inhumé au cimetière parisien de Bagneux.
- Marcel Lods (1891-1978), architecte et urbaniste, auteur de la cité du Champ des Oiseaux à Bagneux.
- Ida Grinspan (1929-2018), rescapée du camp d'Auschwitz Birkenau, inhumée au cimetière de Bagneux.
- Michel Leeb (né en 1947), humoriste, acteur et chanteur. À l'époque où il est encore scolarisé à Saint-Gabriel de Bagneux, sous la conduite de son professeur de français, joue à l'église Sainte-Monique une Passion du Christ.
- Alain Absire (né en 1950), écrivain, étudie à Saint-Gabriel jusqu'à son baccalauréat, qu'il obtient en 1968[2].
- Aïda Asgharzadeh (née en 1986), auteure de pièces de théâtre, comédienne, musicienne, d'origine iranienne, nommée deux fois aux Molières 2018, habite Bagneux depuis 1990.

### Personnalités nées ou mortes à Bagneux
- Pierre-Eugène de Surbeck (1678-1741), chevalier, seigneur de Garlande, brigadier des Armées du Roi, capitaine commandant la compagnie générale des Gardes suisses, chevalier de Saint-Louis.
- Jean Marin Naudin (1736-1805), général de brigade de la Révolution et de l'Empire, né à Bagneux.
- Jean-Baptiste Fortin (1740-1817), géographe du roi, fabricant d'instruments, maire de Bagneux en 1793-1794, mort et inhumé dans la commune le 16 octobre 1817.
- Jacques Claude Beugnot (1761-1835), homme politique, mort à Bagneux.
- Jean-Héliodore Vignaud, dit Henry Vignaud né à La Nouvelle-Orléans (Louisiane) le 27 novembre 1830 et mort à Bagneux le 19 septembre 1922, est un militaire, écrivain, journaliste , historien, et attaché d'ambassade américain en France. Il est mort dans sa maison de campagne au 2, rue de la Mairie à Bagneux.
- Anne Marie André Henry Picot de Dampierre (1836-1870), commandant du Ier bataillon des mobiles de l'Aube, mort à Bagneux le 13 octobre 1870 à proximité de la place qui porte son nom.
- Léon-Paul-Joseph Robert (1849-1888), peintre, né à Bagneux.
- Jean-Joseph Renot (1853-1909), acteur de théâtre, mort à Bayeux.
- Émile Roux-Parassac (1874-1940), écrivain, mort à Bagneux.
- Pierre Tissier (1903-1955), né à Bagneux, résistant et haut fonctionnaire, fils de Théodore Tissier, petit-fils de Louis-Charles Boileau.
- Georgette Anys (1909-1993), actrice, née à Bagneux.
- Albert Féraud (1921-2008), sculpteur, mort à Bagneux.
- Gilles Leroy (né en 1958), écrivain, né à Bagneux, prix Goncourt 2007.
- Matthieu Boujenah (né en 1976), acteur, né à Bagneux.
- Jean-Paul Gaultier (né en 1952), styliste et grand couturier, né à Bagneux.
- Étienne Hajdu (1907-1996), sculpteur, domicilié rue Berthie-Albrecht, mort à Bagneux.

### Personnalités ayant vécu à Bagneux
- Gui II de Montlhéry (mort en 1109), il lègue des vignes au Chapitre de Notre-Dame de Paris qui lui avaient été données par Hildegarde, veuve de Payen de Bièvre[3].
- Étienne de Garlande (né vers 1070-1150), chancelier de France, évêque de Beauvais, archevêque de Notre-Dame de Paris, sénéchal de France, il s'installe à Bagneux en 1108.
- Étienne Chevalier (1410-1474), ambassadeur de France, secrétaire du roi, conseiller et maître de la Chambre des Comptes, trésorier de France, gendre de Dreux Budé, son fils Jacques Ier Chevalier (1447-1498), était seigneur d'Yerres pour 1/6 d'Éprunes et Vigneau relevant de Jouy-le-Châtel, fiefs à Montreuil et Brie-Comte-Robert. Conseiller du roi, contrôleur ces Finances, maître ordinaire de la Chambre des Comptes.
- Pierre de Chevreuse (mort en 1393) fait l'acquisition de l'hôtel de Chevreuse à Bagneux. Le doyen et le Chapitre de Paris lui confirment par lettres du 26 février 1378, l'achat qu'il avait fait d'une maison sise à Bagneux près de Paris, dans la mouvance de ce chapitre et lui firent en même temps donation des droits auxquels il pouvait prétendre pour la vente et l'achat, et donnèrent commissions au vicaire de Bagneux de le mettre en possession de cette maison et de ses appartements[4].
- François Gobelin (mort en 1692), chanoine, chapelain de l'hôtel d'Albret, confesseur et ami de Françoise d'Aubigné, marquise de Maintenon, abbé commendataire de l'abbaye Notre-Dame de Coatmalouen, habita à Bagneux. Il est vraisemblablement le commanditaire du tableau de la Vierge peinte au-dessus des fonts baptismaux du fait de la ressemblance avec la marquise de Maintenon. Le chanoine Gobelin, qui fut longtemps le confesseur de Madame de Maintenon, demeurait à Bagneux et venait souvent visiter Scarron à Fontenay-aux-Roses[5].
- Hippolyte de Béthune (1643-1720), évêque de Verdun, il est le frère de Armand de Béthune, évêque du Puy et de Marie de Béthune, épouse de François de Rouville, sous-lieutenant de la Compagnie des gendarmes de la Reine. Sœur avec laquelle ils passent devant les notaires  de Verdun, Mangin et Baudoin le 30 septembre 1703 un contrat donnant aux pauvres malades et saints de la paroisse Saint-Hermeland de Bagneux, une maison qui leur appartenait[6].
- Jean-Jacques de Surbeck (1644-1714), militaire suisse, baron, général des armées du roi, colonel d'un régiment de gardes suisses, épouse Marie Magdelaine Chapelier, héritière du fief de Garlande.
- Béat François Placide de Zurlauben (1687-1770), comte suisse, militaire, colonel général des Gardes suisses, lieutenant-général du Royaume en 1745. Avait une maison de campagne à Bagneux qui plus tard appartiendra à Gueffier, le créateur de la fontaine éponyme.
- Antoine Grimaldi (1661-1731), duc de Valentinois, prince de Monaco en 1701, propriétaire de la maison de Richelieu.
- François-Emmanuel Guignard de Saint-Priest (1735-1821), ministre de la Maison du roi, puis ministre de l'Intérieur (1790-1791), ancien ambassadeur, ancien officier aux Gardes françaises, il avait une maison de campagne à Bagneux[7].
- Léonard-Alexis Autié (1751-1820), dit Léonard, coiffeur de la reine de France Marie-Antoinette, il était propriétaire de l'hôtel de Chevreuse et fit réaliser dans le terrain jouxtant cet hôtel des jardins anglais[8].
- Louis-Victor de Caux de Blacquetot (1775-1845) général de division de la Révolution et du Premier Empire, baron de l'Empire, député, pair de France avait une maison de campagne à Bagneux[9].
- Alexandre Maurice Blanc de Lanautte d'Hauterive (1754-1830), comte d'Empire, homme d'État et diplomate du Premier Empire, avait une maison de campagne à Bagneux[10], dans laquelle en 1809 il invita à déjeuner, pour les réconcilier Joseph Fouché et Talleyrand, ce qu'il obtint[11].
- Eugénie Renique (1780-1836), danseuse à l'Opéra, aventurière, maîtresse du duc de Rivoli, le maréchal André Masséna (1758-1817). Elle fait l'acquisition avec l'argent de son amant, de l'ancien presbytère, auprès du maréchal Pierre Augereau (1757-1816) qui en avait fait sa garçonnière. Cette maison est connue aujourd'hui sous le nom de Maison Masséna. Elle quitte Bagneux en 1811 et la vend au nouveau curé le 16 décembre 1816.
- Pierre-Jean de Béranger (1780-1857), chansonnier, vécut la fin de sa vie à Bagneux.
- Louis-Charles Boileau (1837-1914), architecte, demeurant 2, rue de Sceaux à Bagneux, beau-père de Théodore Tissier, maire de Bagneux, et père de Louis-Hippolyte Boileau (1878-1948) également architecte[12].
- Joseph Forest (1865-XXe siècle), géographe, cartographe français habitait au 1, place du 13 octobre.
- Théodore Tissier (1866-1944), maire de Bagneux de 1900 à 1935, juriste et homme politique, ministre, père de Pierre Tissier, il est le gendre de l'architecte Louis-Charles Boileau.
- Pierre de Grauw (1921-2016), prêtre néerlandais de l'ordre des ermites de saint Augustin, prieur du couvent des augustins de Bagneux, aumônier de l'École nationale supérieure des arts appliqués et des métiers d'art Olivier-de-Serres, sculpteur, écrivain, peintre, graveur, qui enseigna la sculpture aux ateliers d'arts plastiques de la municipalité de Bagneux. Ayant quitté les ordres, il continue d'exercer la sculpture dans son atelier en banlieue parisienne.
- Denise Pumain (née en 1946), géographe, professeure à l'université Panthéon-Sorbonne et membre de l'Institut universitaire de France.
- Mustapha Boutadjine (né en 1952 à Alger), architecte d'intérieur, peintre, designer, habitant de Bagneux.
- Thierry Le Luron (1952-1986), imitateur et chansonnier, a commencé sa vie d'artiste à la maison des jeunes de Bagneux.
- Michel Boujenah (né en 1952), acteur, réalisateur et humoriste, a vécu son adolescence à Bagneux.
- Christophe Donner (né en 1956), écrivain, journaliste et cinéaste, a passé son enfance à Bagneux.
- Harlem Désir (né en 1959), homme politique, a grandi à Bagneux.
- Dee Nasty (né en 1960), pionnier du hip-hop en France est né et a grandi à Bagneux.
- Muriel Roland (née en 1965), dramaturge et comédienne, cofondatrice en 1990, avec son compagnon Marcos Malavia, de la compagnie Sourous, et du festival Auteurs en acte à Bagneux en 2009.
- Delphine de Vigan (née en 1966), romancière et réalisatrice.
- Dieudonné (né en 1966), humoriste, acteur et militant politique, a vécu une partie de son enfance aux Tertres à Bagneux.
- Nâzim Boudjenah (né en 1972), acteur, pensionnaire de la Comédie-Française.
- Awa Ly (née en 1977), auteure-compositrice-interprète et actrice française a vécu et grandi dans la commune.
- Yannick (né en 1978), chanteur, a grandi à Bagneux.
- Leeroy Kesiah (né en 1978), rappeur, a grandi à Bagneux.
- Michel Zecler (né en 1980), producteur de musique, a passé son enfance à Bagneux.
- Leïla Bekhti (né en 1984), actrice, a grandi à Bagneux.
- Modibo Diakité (né en 1987), footballeur, a grandi à Bagneux.
- Sultan (né en 1987), rappeur, a vécu son enfance aux Cuverons à Bagneux.
- Stéphane Sirkis (1959-1999), musicien du groupe Indochine, a vécu rue Salvador Allende à Bagneux.